# Harry Potter a Princ dvojí krve (film)
Harry Potter a Princ dvojí krve (anglicky Harry Potter and Half-Blood Prince) je dobrodružné fantasy, filmová adaptace stejnojmenného románu od J. K. Rowlingové. Film režíroval David Yates, stejně jako předchozí film série, Harry Potter a Fénixův řád. Natáčení začalo 24. září 2007, film byl ve světové premiéře uveden 15. července 2009 a v české o den později.
I přes vysoký rozpočet ve výši 250 mil. USD (asi 4,7 mld. Kč) film sklidil komerční úspěch, když celosvětově utržil 934 mil. USD. Překonal kupříkladu víkendový rekord v tržbách v českých kinech, celkově se v nich za rok 2009 umístil na třetím místě z hlediska tržeb i návštěvnosti. Divácká hodnocení a recenze kritiků byly rozporuplné; někteří recenzenti poukazovali na přílišnou sešněrovanost díla s knihou.

## Příběh
Harrymu začíná šestý rok v Bradavicích. Chce se stát bystrozorem, proto musí jít studovat lektvary, které však už neučí jeho neoblíbený profesor Severus Snape. Od nového profesora Horacia Křiklana dostane starou učebnici, ve které je mimo dosti dobrých rad upřesňujících učivo vepsáno: „Tato kniha je majetkem Prince dvojí krve.“ Otázka, kdo je Princ dvojí krve (kterým je Severus Snape), tvoří důležitou část zápletky knihy, která je ve filmu mírně redukována: omezuje se na jediný zaujatý dialog mezi hrdiny a závěrečné rozuzlení.
Výraznou složku filmu tvoří rostoucí citové zmatky, kterým podléhá Ron, Hermiona i Harry. Hermiona je smutná, že Ron kouká po ostatních děvčatech, a Harrymu se líbí Ginny, které se však bojí vyznat své city, jelikož je to Ronova sestra. Toto je postaveno do výrazného kontrastu s problémy Draca Malfoye, jenž je lapen ve spárech zla a je nucen najít způsob, jak na hrad dostat ostatní smrtijedy, zatímco se snaží zabít Brumbála.
Nejdůležitější část dějové linie tvoří postupné odhalování minulosti lorda Voldemorta skrze vzpomínky, které Harry vidí v myslánce profesora Brumbála. V jejím rámci musí Harry přesvědčit Křiklana k vydání vlastního, poněkud kompromitujícího zážitku, který je klíčem k odhalení, že Voldemort uložil zlomky své duše do předmětů zvané viteály, díky nimž je nesmrtelný.
Tento objev iniciuje závěrečnou výpravu Brumbála a Harryho za zničením jednoho z viteálů. Ta skončí veskrze špatně, jelikož ve svém důsledku umožní zabití Brumbála Snapem a vede pouze ke zjištění, že hledaný viteál už před nimi z úkrytu ukradl někdo další, vystupující pod iniciálami R.A.B. Totožnost tohoto kouzelníka zůstává otázkou otevřenou do dalšího dílu.

## Obsazení
| Daniel Radcliffe        | Harry Potter           |
| Rupert Grint            | Ron Weasley            |
| Emma Watsonová          | Hermiona Grangerová    |
| Michael Gambon          | Albus Brumbál          |
| Jim Broadbent           | Horacio Křiklan        |
| Alan Rickman            | Severus Snape          |
| Tom Felton              | Draco Malfoy           |
| Bonnie Wright           | Ginny Weasleyová       |
| Matthew Lewis           | Neville Longbottom     |
| Evanna Lynchová         | Lenka Láskorádová      |
| Robbie Coltrane         | Rubeus Hagrid          |
| Maggie Smithová         | Minerva McGonagallová  |
| David Thewlis           | Remus Lupin            |
| Natalia Tena            | Nymfadora Tonksová     |
| Helena Bonham Carterová | Bellatrix Lestrangeová |
| Timothy Spall           | Peter Pettigrew        |
| Mark Williams           | Arthur Weasley         |
| Julie Waltersová        | Molly Weasleyová       |
| Helen McCroryová        | Narcisa Malfoyová      |
| Jessie Cave             | Levandule Brownová     |
| Rod Hunt                | Thorfin Rowl           |
| Hero Fiennes-Tiffin     | mladý Tom Raddle       |
| Anny Shaffer            | Romilda Vaneová        |
| Tony Coburn             | mladý Lucius Malfoy    |
| Freddie Stroma          | Cormac McLaggen        |
| Louis Cordice           | Blaise Zabini          |
| Georgina Leonidas       | Katie Bellová          |
| Isabella Laughland      | Leanna                 |

## Postavy
- * Harry Potter – „Chlapec, který zůstal naživu“ nebo „Vyvolený“, kapitán nebelvírského famfrpálového družstva; v šestém díle se zamiluje do Ronovy sestry Ginny a jeho láska je opětována
- Ron Weasley – Harryho kamarád, nový brankář nebelvírského famfrpálového družstva; v šestém díle chodí s Levandulí Brownovou
- Hermiona Grangerová – Harryho kamarádka a velice dobrá studentka; zamiluje se do Rona
- Albus Brumbál – nejlepší kouzelník všech dob; v šestém díle prozradí Harrymu Voldemortovo tajemství a koncem dílu je zabit Severusem Snapem
- Horacio Křiklan – nový učitel lektvarů, který si velice oblíbí Harryho
- Severus Snape – Brumbál mu svěřil místo učitele obrany proti černé magii
- Draco Malfoy – dostane úkol od Lorda Voldemorta, který chce takto ztrestat Dracova otce za rozbití věštby
- Ginny Weasleyová – Ronova mladší sestra studující v pátém ročníku; je zamilovaná do Harryho Pottera
- Neville Longbottom – nemotorný kamarád Harryho, Rona, Hermiony, Lenky a Ginny
- Lenka Láskorádová – zasněná kamarádka Harryho, Rona, Hermiony, Nevilla a Ginny
- Rubeus Hagrid – klíčník a šafář v Bradavicích; nadále vyučuje předmět péče o kouzelné tvory
- Minerva McGonagallová – ředitelka nebelvírské koleje a učitelka přeměňování; dokáže se přeměnit v kočku
- Remus Lupin – člen Fénixova řádu, vlkodlak
- Nymfadora Tonksová – bystrozorka; trochu nemotorná, avšak v maskování nepřekonatelná, protože je metamorfomág
- Bellatrix Lestrangeová – pravá ruka Voldemorta, sestra Narcisy
- Peter Pettigrew – Smrtijed známý spíše jako Červíček
- Arthur Weasley – Ronův a Ginnyin otec
- Molly Weasleyová – Ronova a Ginnyina matka

## Nové tváře Harryho Pottera
- Narcisa Malfoyová – Dracova matka, sestra Belatrix Lestrangeové a sestřenice Siriuse Blacka; tato herečka se v šestém díle Harryho Pottera objevuje poprvé z celé série
- Levandule Brownová – Ronova nová přítelkyně
- Thorfin Rowl – blonďatý Smrtijed; zúčastní se přepadení Brumbála na Astronomické věži
- mladý Tom Raddle  – jedenáctiletý Voldemort, kterého Harry vidí v Brumbálových vzpomínkách v myslánce
- Romilda Vaneová – dívka, která je zamilovaná do Harryho a snaží si jeho lásku zajistit nápojem lásky
- mladý Lucius Malfoy – objeví se při vzpomínce Horacia Křiklana, kterou Harry vidí v myslánce
- Cormac McLaggen – nebelvírský spolužák; zajímá se o Hermionu a post brankáře ve famfrpálovém družstvu
- Blaise Zabini – Dracův kamarád, zmijozelský student
- Katie Bellová – střelkyně nebelvírského famfrpálového družstva, jež má za úkol doručit Brumbálovi zakletý náhrdelník
- Leanna – kamarádka Katie Bellové